# 임성재
임성재(1987년 1월 18일 ~ )는 대한민국의 배우이다.

## 출연작

### 영화
- 《브로큰》 (2025) - 병규 역
- 《말할 수 없는 비밀》 (2025) - 고태 역
- 《보고타: 마지막 기회의 땅》 (2024) - 봉식 역
- 《타켓》 (2023년) - 그놈 역
- 《헌트》 (2022년) - 보안사 역
- 《젠틀맨》 (2022년) - 차 형사 역
- 《공조 2: 인터내셔날》 (2022년) - 김상사 역
- 《비상선언》 (2022년) - 종수 역
- 《앵커》 (2022년) - 김 형사 역
- 《언프레임드》 (2021년) - 수인 역
- 《애타게 찾던 그대》 (2021년) - 문구점 사장 역
- 《해피 뉴 이어》 (2021년) - 준구 역
- 《연애 빠진 로맨스》 (2021년)
- 《자산어보》 (2021년) - 나주 남편 역
- 《내가 죽던 날》 (2020년) - 김 순경 역
- 《다만 악에서 구하소서》 (2020년) - 통역관 역
- 《국도극장》 (2020년) - 종구 역
- 《아버지가방에들어가신다!》 (2019년) - 사장 역
- 《시동》 (2019년) - 이대팔 역
- 《나랏말싸미》 (2019년) - 학열스님 역
- 《변산》 (2018년) - 석기 역

### 드라마
- 《더 원더풀스》 (Netflix, 미정) - 강로빈 역
- 《서초동》 (tvN, 2025년) - 하상기 역
- 《뉴토피아》 (쿠팡플레이, 2025년) - 라인호 역
- 《별들에게 물어봐》 (tvN, 2025년) - 전이만 역
- 《강남 비-사이드》 (Disney+, 2024년) - 싸이키 역
- 《지옥 시즌 2》 (Netflix, 2024년) - 천세형 역
- 《최악의 악》 (Disney+, 2023년)
- 《무빙》 (Disney+, 2023년) - 배민기 역
- 《D.P. 시즌2》 (Netflix, 2023년) - 나중석 역
- 《낭만닥터 김사부 3》 (SBS, 2023년) - 돌담병원에 면접 보러 온 의사 역
- 《이상한 변호사 우영우》 (ENA, 2022년) - 김민식 역
- 《배드 앤 크레이지》 (tvN, 2021년) - 마 사장 역
- 《빈센조》 (tvN, 2021년) - 비류무당 역
- 《허쉬》 (JTBC, 2020년) - 강주안 역
- 《하이에나》 (SBS, 2020년)
- 《웰컴2라이프》 (MBC, 2019년) - 양고운 역
- 《KBS 드라마 스페셜 - 도피자들》 (KBS2, 2018년) - 태민 역